# Berlińska Plejada
Berlińska Plejada (oryginalna niemiecka nazwa: Berliner Siebengestirn) – grupa pionierów szachów niemieckich, w której skład wchodzili: Ludwig Bledow (1795-1846), Karl Schorn (1803-1850), Bernhard Horwitz (1808-1885), Carl Mayet (1810-1868), Wilhelm Hanstein (1811-1850), Paul Rudolph von Bilguer (1815-1840) i Tassilo von der Lasa (1817-1899).
Zetknęli się ze sobą w Berlińskim Towarzystwie Szachowym. Z inicjatywy Bledowa założyli czasopismo szachowe Deutsche Schachzeitung, którego pierwszy numer ukazał się w lipcu 1846 r. Z inicjatywy Bilguera i przy pomocy pozostałej szóstki wydany został w 1843 r. w podręcznik teorii debiutów Handbuch des Schachspiels. Cała siódemka odegrała bardzo ważną rolę w popularyzacji szachów w Niemczech. W latach 30. XX wieku z inicjatywy Bledowa wprowadzony został nowy przepis, głoszący, iż dotknięcie bierki zmusza gracza do wykonania nią posunięcia. Do tamtej pory dotknięcie bierki nie oznaczało obowiązku wykonania nią posunięcia. Z kolei z inicjatywy Schorna wprowadzono wcześniej istniejący już we Francji przepis, mówiący, iż bierka dochodząca do ostatniej linii szachownicy nie musi być promowana w hetmana, co wcześniej obowiązywało. Od tej pory przepis ten był stosowany na terenie całych Niemiec.

Berlińska Plejada
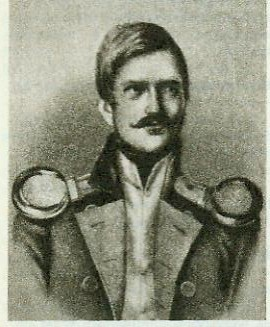
Rudolph von Bilguer
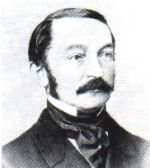
Ludwig Bledow
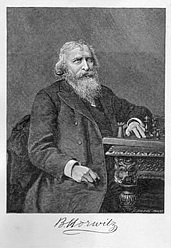
Bernhard Horwitz
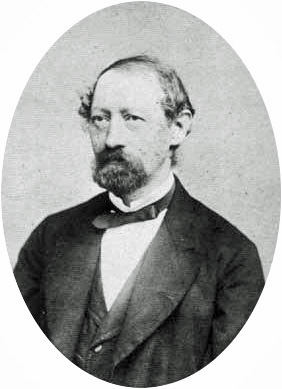
Tassilo von der Lasa
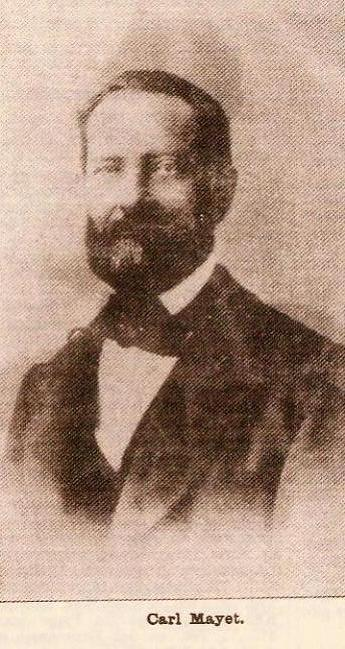
Carl Mayet
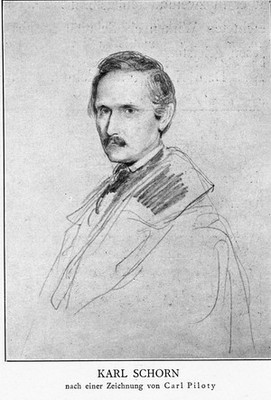
Karl Schorn